# Victory Island (Moutiti)
Victory Island (Moutiti) ist eine Insel vor Rangitoto ki te Tonga/D’Urville Island im Norden der Südinsel von Neuseeland. Administrativ gehört die Insel zur Region Marlborough.

## Geographie
Victory Island (Moutiti) befindet sich nordöstlich des Port Hardy, im Norden der Insel Rangitoto ki te Tonga/D’Urville Island. Die bis zu 112 m hohe Insel erstreckt sich über rund 625 m in Südwest-Nordost-Richtung in der Länge und über rund 325 m in Nordwest-Südost-Richtung in der Breite. Dabei umfasst die Insel eine Fläche von rund 13 Hektar.
Rund 80 m südlich der Insel grenzen über eine Strecke von rund 680 m eine Kette von kleinen Felseninseln an.